# Cerkiew Iwerskiej Ikony Matki Bożej w Teodozji
Cerkiew Iwerskiej Ikony Matki  Bożej – prawosławna cerkiew w Teodozji, wzniesiona w XIII–XIV  stuleciu jako ormiański kościół św. Jana  Chrzciciela.
Jest to jedna z najstarszych świątyń na terytorium Krymu. Obiekt został wzniesiony w XIII–XIV stuleciu w stylu typowym dla ormiańskiej architektury sakralnej. Został zbudowany na planie kwadratu, z kopułą wspartą na ośmiobocznym bębnie. We wnętrzu świątyni pierwotnie znajdowały się figury świętych Mikołaja i Jana Chrzciciela (nie przetrwały) oraz freski (zachowane fragmentarycznie). Budynek spełniał pierwotne funkcje do 1475, gdy po najeździe tureckim został odebrany dotychczasowym właścicielom, a następnie porzucony. W 1875 budynek przejął Rosyjski Kościół Prawosławny i dokonał jego ponownej konsekracji na cerkiew Iwerskiej Ikony Matki Bożej.  
Po rewolucji październikowej cerkiew została zamknięta. Weszła w skład rezerwatu historyczno-architektonicznego, jednak formalne objęcie państwową ochroną jako zabytku nie zapewniło świątyni należytej opieki konserwatorskiej. Dopiero w 1996 obiekt został poddany renowacji pod kierunkiem architekta Walerija Zamiechowskiego. Po jej ukończeniu cerkiew została przekazana Ukraińskiemu Kościołowi Prawosławnemu Patriarchatu Moskiewskiego.